# 300

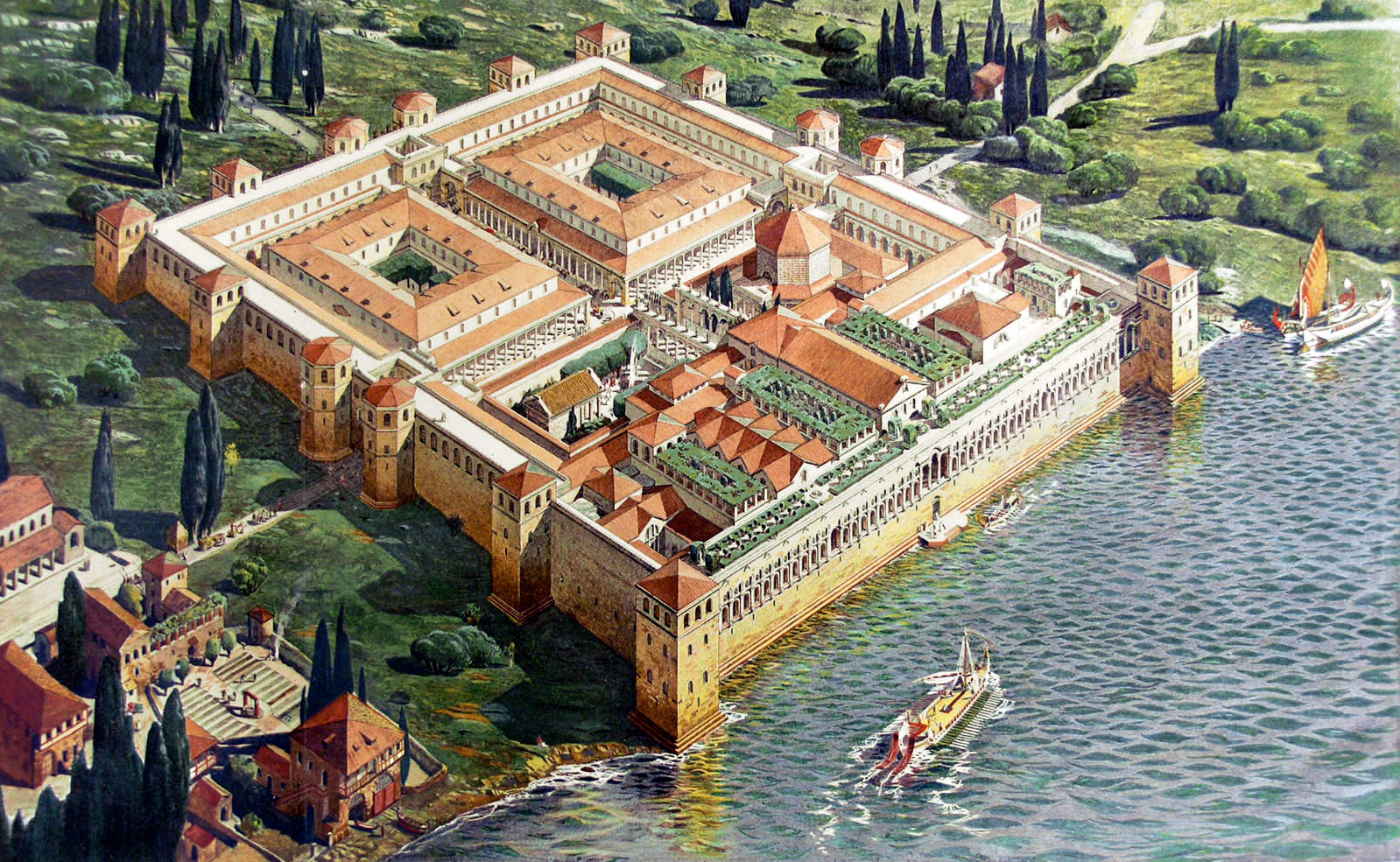
paleis van Diocletianus (reconstructie)

Het jaar 300 is het 100e jaar in de 3e eeuw volgens de christelijke jaartelling.

## Gebeurtenissen

### Romeinse Rijk
- Keizer Diocletianus laat het Romeinse Rijk herindelen in 12 bestuursdistricten of diocesen, ze komen elk onder toezicht van een dioceesbestuurder (vicarius). Een verdere onderverdeling leidt tot het ontstaan van 101 provinciae. (jaartal bij benadering)
- Bouw van het Paleis van Diocletianus in het latere Split. (jaartal bij benadering)

### Europa
- Koning Athanerik verenigt in Oekraïne de Ostrogotische stammen. Hij sticht een koninkrijk dat zich van de Pripjatmoerassen zuidwaarts uitsterkt tot aan de Zwarte Zee. (jaartal bij benadering)

### Azië
- Mich'on Wang volgt Pongsang Wang op als koning van Koguryo.

## Geboren
- Absyrtus, Grieks veearts (jaartal bij benadering)
- Cyriacus van Jeruzalem, bisschop en martelaar (jaartal bij benadering)
- Verena, martelares (jaartal bij benadering)
- Zeno van Verona, bisschop en martelaar (jaartal bij benadering)

## Overleden
- Alexandra van Asimus, martelaar (jaartal bij benadering)
- Auctus, Taurion en Thessalonica van Amfipolis, heiligen (jaartal bij benadering)
- Chrysolius, bisschop (jaartal bij benadering)
- Cornelia en Theodolus van Tunis, martelaren (jaartal bij benadering)
- Eucharius van Trier, heilige (jaartal bij benadering)
- Expeditus van Melitene, heilige (jaartal bij benadering)
- Julia, martelaar (jaartal bij benadering)